# جمیل کلی
جمیل کلی (انگلیسی: Jamill Kelly؛ زادهٔ ۲۵ اکتبر ۱۹۷۷) کشتی‌گیر اهل ایالات متحده آمریکا بود.
وی در مسابقات کشوری و بین‌المللی در مجموع برندهٔ ۱ مدال نقره، ۱ مدال برنز شده‌است.